# Прапор Гайворонського району
Пра́пор Га́йворонського райо́ну — офіційний символ, затверджений Гайворонською районною радою.
Автор ескізів герба і прапора — Павло Космін.

## Вигляд
Прапор Гайворонського району являє собою прямокутне зелене полотнище із співвідношенням сторін 1:18.
З боку древка на полотнищі три срібні вертикальні смуги, ширина яких у співвідношенні 3:2:1.

## Символіка
Колір символізує надію, волю, добробут.
Посередині полотнища зображене сузір'я Оріона (Золотого Плуга), який символізує землеробство, яке було і є основою господарської діяльності багатьох поколінь людей, які проживали на території району. За давніми легендами побузький край здавна заселяли скіфи-орачі, які з давніх часів були хліборобами. На Різдво — одне з основних християнських свят — сузір'я Оріона приймає майже поземну поставу над обрієм, створюючи ілюзію, що Золотий Плуг падає на землі, як подарунок богів людям.
Срібні смуги — символи трьох найбільших річок, які протікають по території району: Південний Буг, Яланець та Вікна.